# Temporada da NBA de 2016–17
A temporada da NBA de 2016-17 foi a 71ª temporada da National Basketball Association. A temporada regular começou no dia 25 de outubro de 2016, com o campeão da temporada de 2016, Cleveland Cavaliers jogando em casa contra o New York Knicks. Os jogos do dia de Natal serão disputados no domingo, 25 de dezembro de 2016. O NBA All-Star Game de 2017 foi disputado no Smoothie King Center em New Orleans, Louisiana, em 19 de Fevereiro de 2017; o host original do jogo, o Charlotte's Spectrum Center, foi removido como o anfitrião em 21 de julho de 2016 devido à oposição da liga contra a lei de privacidade e segurança instalações públicas da Carolina do Norte.
Um dos principais marcos da temporada regular foi o recorde de 41 triplos-duplos de  Oscar Robertson sendo quebrado pelo armador do Oklahoma City Thunder, Russell Westbrook, além dos 42 triplos-duplos, Westbrook obteve uma média de triplo-duplo, com 31,6 pontos por jogo, 10,4 assistências e 10,7 rebotes

## Transações

### Aposentadorias
- Em 11 de julho de 2016, Tim Duncan anunciou oficialmente sua aposentadoria após 19 temporadas e 5 títulos da NBA conquistados pelo San Antonio Spurs.[2]
- Em 25 de julho de 2016, Sasha Kaun anunciou oficialmente sua aposentadoria após sua única temporada na NBA, com 1 título da NBA conquistado na sua passagem pelo Cleveland Cavaliers.[3]
- Em 26 de julho de 2016, Amar'e Stoudemire anunciou oficialmente sua aposentadoria na NBA após assinar um contrato simbólico com o New York Knicks para que ele pudesse encerrar sua carreira como um jogador do knicks,[4][5] e foi jogar na liga de Israel.[6]
- Em 23 de setembro de 2016, Kevin Garnett anunciou oficialmente sua aposentadoria após 21 temporadas, tendo conquistado um título da NBA pelo Boston Celtics.[7][8]
- Em 26 de setembro de, 2016, Paul Pierce anunciou oficialmente sua aposentadoria após a temporada 2016-17, tendo jogado 19 temporadas e conquistado um título da NBA pelo Boston Celtics.[9]
- Em 26 de setembro de 2016, Mo Williams anunciou oficialmente a sua aposentadoria após 13 temporadas na NBA, tendo ganhado um título da NBA pelo Cleveland Cavaliers.[10]
- Em 20 de outubro de 2016, Elton Brand anunciou oficialmente sua aposentadoria após 17 temporadas.[11]
- Em 1 de novembro de 2016, Ray Allen anunciou oficialmente sua aposentadoria após 18 temporadas, 2 títulos da NBA, um com o Boston Celtics e um com o Miami Heat. Antes de anunciar sua aposentadoria, Allen não jogava desde a final da temporada 2013-14.[12]
- Em 25 de novembro de 2016, Kevin Martin anunciou sua aposentadoria na NBA após ter jogado 12 temporadas.[13]
- Em 19 de dezembro de 2016, DeShawn Stevenson anunciou sua aposentadoria na NBA após ter jogado sua última temporada pelo Atlanta Hawks na temporada 2012-13.[14]
- Em 6 de janeiro de 2017, Matt Bonner anunciou sua aposentadoria na NBA após 12 temporadas, ganhando dois títulos da NBA pelo San Antonio Spurs.[15]

### Free agency
O período de free agency começou em 1 de Julho de 2016, com jogadores podendo assinar contratos a partir de 6 de Julho, após o período de assinatura da Restricted free agents.

### Troca de técnicos
| Fora de temporada      | Fora de temporada            | Fora de temporada |
| Time                   | Temporada 2015–16            | Temporada 2016–17 |
| ---------------------- | ---------------------------- | ----------------- |
| Brooklyn Nets          | Tony Brown (interino)        | Kenny Atkinson    |
| Minnesota Timberwolves | Sam Mitchell (interino)      | Tom Thibodeau     |
| Washington Wizards     | Randy Wittman                | Scott Brooks      |
| Los Angeles Lakers     | Byron Scott                  | Luke Walton       |
| Sacramento Kings       | George Karl                  | Dave Joerger      |
| Indiana Pacers         | Frank Vogel                  | Nate McMillan     |
| Orlando Magic          | Scott Skiles                 | Frank Vogel       |
| Memphis Grizzlies      | Dave Joerger                 | David Fizdale     |
| Houston Rockets        | J. B. Bickerstaff (interino) | Mike D'Antoni     |
| New York Knicks        | Kurt Rambis (interino)       | Jeff Hornacek     |

#### Fora de temporada
- Em 14 de abril de 2016, Sam Mitchell foi dispensado dos seu deveres como técnico interino do Minnesota Timberwolves após o último jogo da temporada, permitindo-lhes procurar um treinador efetivo.[16]
- Em 14 de abril de 2016, o Washington Wizards demitiu Randy Wittman após a eliminação do time nos playoffs.[17][18][19]
- Em 14 de abril de 2016, George Karl foi demitido pelo Sacramento Kings após uma pessíma temporada de 2015-16, em que o Kings ficou com um saldo de 33 vitórias e 49 derrotas.[20][21]
- Em 17 de abril de 2016, foi anunciado que Kenny Atkinson iria voltar a treinar o Brooklyn Nets.[22]
- Em 19 de abril de 2016, Earl Watson deixou de ser técnico interino e foi promovido a técnico efetivo do Phoenix Suns pelos próximos três anos.[23][24]
- Em 20 de abril de 2016, o Timberwolves contratou Tom Thibodeau ser seu treinador e presidente de operações de basquete. Em sua passagem anterior Thibodeau foi assistente técnico da equipe de 1989 a 1991.[25][26]
- Em 25 de abril de 2016, os Los Angeles Lakers exerceram sua opção no contrato de Byron Scott para a temporada seguinte, decidindo buscar um novo treinador. Seu registro de 17-65 (20,7%) com a equipe foi o pior de qualquer um dos 16 treinadores que lideraram a franquia por pelo menos duas temporadas.[27][28]
- Em 26 de abril de 2016, o Washington Wizards contratou Scott Brooks para ser seu treinador.[29]
- Em 29 de abril de 2016, Los Angeles Lakers contratou técnico assistente do Warriors, Luke Walton para se tornar seu novo treinador. Walton levou os Warriors a um início 24-0 na temporada de 2015-16, quando Steve Kerr foi afastado devido à uma cirurgia nas costas.[30]
- Em 5 de maio de 2016, apesar de participado dos playoffs, o presidente de Indiana Pacers, Larry Bird, anunciou que o contrato de Frank Vogel não seria renovado, citando a necessidade de uma nova voz para liderar os jogadores.[31][32]
- Em 7 de maio de 2016, o Memphis Grizzlies demitiu Dave Joerger após a equipe ter sido eliminada na primeira rodada do playoffs.[33]
- Em 9 de maio de 2016, o Sacramento Kings contratou Dave Joerger para ser o seu novo técnico, justamente 2 dias após ele ter sido demitido pelo Memphis Grizzlies.[34]
- Em 12 de maio de 2016, Scott Skiles foi contratado como novo técnico do Orlando Magic.[35]
- Em 16 de maio de 2016, o Indiana Pacers nomeou o técnico assistente Nate McMillan como novo técnico da equipe na temporada.[36]
- Em 20 de maio de 2016, o Orlando Magic anunciou que Frank Vogel é o novo técnico da equipe para a temporada.[37]
- Em 29 de maio de 2016, David Fizdale, ex treinador assistente do Miami Heat, foi contratado como novo técnico do Memphis Grizzlies.[38]
- Em 1 de junho de 2016, o Houston Rockets nomeou Mike D'Antoni como seu novo técnico.[39]
- Em 2 de junho de 2016, o New York Knicks anunciou Jeff Hornacek como novo técnico da equipe.[40]

## Temporada Regular

### Classificações

#### Por Divisão
| # | Divisão Atlântica   | Divisão Atlântica | Divisão Atlântica | Divisão Atlântica | Divisão Atlântica | Divisão Atlântica | Divisão Atlântica | Divisão Atlântica |
| # | Time                | V                 | D                 | PCT               | JA                | Casa              | Fora              | J                 |
| - | ------------------- | ----------------- | ----------------- | ----------------- | ----------------- | ----------------- | ----------------- | ----------------- |
| 1 | c – Boston Celtics  | 53                | 29                | .646              | 0.0               | 30-11             | 22-18             | 82                |
| 2 | x – Toronto Raptors | 51                | 31                | .622              | 2.0               | 28-13             | 23-18             | 82                |
| 3 | New York Knicks     | 31                | 51                | .378              | 22.0              | 19-22             | 12-29             | 82                |
| 4 | Philadelphia 76ers  | 28                | 54                | .341              | 25.0              | 17-24             | 11-30             | 82                |
| 5 | Brooklyn Nets       | 20                | 62                | .244              | 33.0              | 13-28             | 7-34              | 82                |

| # | Divisão Central         | Divisão Central | Divisão Central | Divisão Central | Divisão Central | Divisão Central | Divisão Central | Divisão Central |
| # | Time                    | V               | D               | PCT             | JA              | Casa            | Fora            | J               |
| - | ----------------------- | --------------- | --------------- | --------------- | --------------- | --------------- | --------------- | --------------- |
| 1 | y – Cleveland Cavaliers | 51              | 31              | .622            | 0.0             | 31-10           | 20-21           | 82              |
| 2 | x – Milwaukee Bucks     | 42              | 40              | .512            | 9.0             | 23-18           | 19-22           | 82              |
| 3 | x – Indiana Pacers      | 42              | 40              | .512            | 9.0             | 29-12           | 13-28           | 82              |
| 4 | x – Chicago Bulls       | 41              | 41              | .500            | 10.0            | 25-16           | 16-25           | 82              |
| 5 | Detroit Pistons         | 37              | 45              | .451            | 14.0            | 24-17           | 13-28           | 82              |

| # | Divisão Sudeste        | Divisão Sudeste | Divisão Sudeste | Divisão Sudeste | Divisão Sudeste | Divisão Sudeste | Divisão Sudeste | Divisão Sudeste |
| # | Time                   | V               | D               | PCT             | JA              | Casa            | Fora            | J               |
| - | ---------------------- | --------------- | --------------- | --------------- | --------------- | --------------- | --------------- | --------------- |
| 1 | y – Washington Wizards | 49              | 33              | .598            | 0.0             | 30-11           | 19-22           | 82              |
| 2 | x – Atlanta Hawks      | 43              | 39              | .524            | 6.0             | 23-18           | 20-21           | 82              |
| 3 | Miami Heat             | 41              | 41              | .500            | 8.0             | 23-18           | 18-23           | 82              |
| 4 | Charlotte Hornets      | 36              | 46              | .439            | 13.0            | 22-19           | 14-27           | 82              |
| 5 | Orlando Magic          | 29              | 53              | .354            | 20.0            | 16-25           | 13-28           | 82              |

| # | Divisão Noroeste           | Divisão Noroeste | Divisão Noroeste | Divisão Noroeste | Divisão Noroeste | Divisão Noroeste | Divisão Noroeste | Divisão Noroeste |
| # | Time                       | V                | D                | PCT              | JA               | Casa             | Fora             | J                |
| - | -------------------------- | ---------------- | ---------------- | ---------------- | ---------------- | ---------------- | ---------------- | ---------------- |
| 1 | y – Utah Jazz              | 51               | 31               | .622             | 0.0              | 29-12            | 22-19            | 82               |
| 2 | x – Oklahoma City Thunder  | 47               | 35               | .573             | 4.0              | 28-13            | 19-22            | 82               |
| 3 | x – Portland Trail Blazers | 41               | 41               | .500             | 10.0             | 25-16            | 16-25            | 82               |
| 4 | Denver Nuggets             | 40               | 42               | .488             | 11.0             | 22-19            | 18-23            | 82               |
| 5 | Minnesota Timberwolves     | 31               | 51               | .378             | 20.0             | 20-21            | 11-30            | 82               |

| # | Divisão do Pacífico       | Divisão do Pacífico | Divisão do Pacífico | Divisão do Pacífico | Divisão do Pacífico | Divisão do Pacífico | Divisão do Pacífico | Divisão do Pacífico |
| # | Time                      | V                   | D                   | PCT                 | JA                  | Casa                | Fora                | J                   |
| - | ------------------------- | ------------------- | ------------------- | ------------------- | ------------------- | ------------------- | ------------------- | ------------------- |
| 1 | z – Golden State Warriors | 67                  | 15                  | .817                | 0.0                 | 36-5                | 31-10               | 82                  |
| 2 | x – Los Angeles Clippers  | 51                  | 31                  | .622                | 16.0                | 29-12               | 22-19               | 82                  |
| 3 | Sacramento Kings          | 32                  | 50                  | .390                | 35.0                | 17-24               | 15-26               | 82                  |
| 4 | Los Angeles Lakers        | 26                  | 56                  | .317                | 41.0                | 17-24               | 9-32                | 82                  |
| 5 | Phoenix Suns              | 24                  | 58                  | .293                | 43.0                | 15-26               | 9-32                | 82                  |

| # | Divisão Sudoeste      | Divisão Sudoeste | Divisão Sudoeste | Divisão Sudoeste | Divisão Sudoeste | Divisão Sudoeste | Divisão Sudoeste | Divisão Sudoeste |
| # | Time                  | V                | D                | PCT              | JA               | Casa             | Fora             | J                |
| - | --------------------- | ---------------- | ---------------- | ---------------- | ---------------- | ---------------- | ---------------- | ---------------- |
| 1 | y – San Antonio Spurs | 61               | 21               | .744             | 0.0              | 31-10            | 30-11            | 82               |
| 2 | x – Houston Rockets   | 55               | 27               | .671             | 6.0              | 30-11            | 25-16            | 82               |
| 3 | x – Memphis Grizzlies | 43               | 39               | .524             | 18.0             | 24-17            | 19-22            | 82               |
| 4 | New Orleans Pelicans  | 34               | 48               | .415             | 27.0             | 21-20            | 13-28            | 82               |
| 5 | Dallas Mavericks      | 33               | 49               | .402             | 28.0             | 21-20            | 12-29            | 82               |

#### Por Conferência
| #  | Conferência Leste        | Conferência Leste | Conferência Leste | Conferência Leste | Conferência Leste | Conferência Leste | Conferência Leste | Conferência Leste |
| #  | Time                     | V                 | D                 | PCT               | JA                | Casa              | Fora              | J                 |
| -- | ------------------------ | ----------------- | ----------------- | ----------------- | ----------------- | ----------------- | ----------------- | ----------------- |
| 1  | c – Boston Celtics*      | 53                | 29                | .646              | 0.0               | 30-11             | 22-18             | 82                |
| 2  | y – Cleveland Cavaliers* | 51                | 31                | .622              | 2.0               | 31-10             | 20-21             | 82                |
| 3  | x – Toronto Raptors      | 51                | 31                | .622              | 2.0               | 28-13             | 23-18             | 82                |
| 4  | y – Washington Wizards*  | 49                | 33                | .598              | 4.0               | 30-11             | 19-22             | 82                |
| 5  | x – Atlanta Hawks        | 43                | 39                | .524              | 10.0              | 23-18             | 20-21             | 82                |
| 6  | x – Milwaukee Bucks      | 42                | 40                | .512              | 11.0              | 23-18             | 19-22             | 82                |
| 7  | x – Indiana Pacers       | 42                | 40                | .512              | 11.0              | 29-12             | 13-28             | 82                |
| 8  | x – Chicago Bulls        | 41                | 41                | .500              | 12.0              | 25-16             | 16-25             | 82                |
|    |                          |                   |                   |                   |                   |                   |                   |                   |
| 9  | Miami Heat               | 41                | 41                | .500              | 12.0              | 23-18             | 18-23             | 82                |
| 10 | Detroit Pistons          | 37                | 45                | .451              | 16.0              | 24-17             | 13-28             | 82                |
| 11 | Charlotte Hornets        | 36                | 46                | .439              | 17.0              | 22-19             | 14-27             | 82                |
| 12 | New York Knicks          | 31                | 51                | .378              | 22.0              | 19-22             | 12-29             | 82                |
| 13 | Orlando Magic            | 29                | 53                | .354              | 24.0              | 16-25             | 13-28             | 82                |
| 14 | Philadelphia 76ers       | 28                | 54                | .341              | 25.0              | 17-24             | 11-30             | 82                |
| 15 | Brooklyn Nets            | 20                | 62                | .244              | 33.0              | 13-28             | 7-34              | 82                |

| #  | Conferência Oeste          | Conferência Oeste | Conferência Oeste | Conferência Oeste | Conferência Oeste | Conferência Oeste | Conferência Oeste | Conferência Oeste |
| #  | Time                       | V                 | D                 | PCT               | JA                | Casa              | Fora              | J                 |
| -- | -------------------------- | ----------------- | ----------------- | ----------------- | ----------------- | ----------------- | ----------------- | ----------------- |
| 1  | z – Golden State Warriors* | 67                | 15                | .817              | 0.0               | 36-5              | 31-10             | 82                |
| 2  | y – San Antonio Spurs*     | 61                | 21                | .744              | 6.0               | 31-10             | 30-11             | 82                |
| 3  | x – Houston Rockets        | 55                | 27                | .671              | 12.0              | 30-11             | 25-16             | 82                |
| 4  | x – Los Angeles Clippers   | 51                | 31                | .622              | 16.0              | 29-12             | 22-19             | 82                |
| 5  | y – Utah Jazz*             | 51                | 31                | .622              | 16.0              | 29-12             | 22-19             | 82                |
| 6  | x – Oklahoma City Thunder  | 47                | 35                | .573              | 20.0              | 28-13             | 19-22             | 82                |
| 7  | x – Memphis Grizzlies      | 43                | 39                | .524              | 24.0              | 24-17             | 19-22             | 82                |
| 8  | x – Portland Trail Blazers | 41                | 41                | .500              | 26.0              | 25-16             | 16-25             | 82                |
|    |                            |                   |                   |                   |                   |                   |                   |                   |
| 9  | Denver Nuggets             | 40                | 42                | .488              | 27.0              | 22-19             | 18-23             | 82                |
| 10 | New Orleans Pelicans       | 34                | 48                | .415              | 33.0              | 21-20             | 13-28             | 82                |
| 11 | Dallas Mavericks           | 33                | 49                | .402              | 34.0              | 21-20             | 12-29             | 82                |
| 12 | Sacramento Kings           | 32                | 50                | .390              | 35.0              | 17-24             | 15-26             | 82                |
| 13 | Minnesota Timberwolves     | 31                | 51                | .378              | 36.0              | 20-21             | 11-30             | 82                |
| 14 | Los Angeles Lakers         | 26                | 56                | .317              | 41.0              | 17-24             | 9-32              | 82                |
| 15 | Phoenix Suns               | 24                | 58                | .293              | 43.0              | 15-26             | 9-32              | 82                |

Notas
- z – Ganhou a vantagem de decidir os jogos em casa durante os playoffs.
- c – Ganhou a vantagem de decidir em casa até a decisão de conferência dos playoffs.
- y – Ganhou o título da divisão.
- x – Conquistou vaga para os playoffs.
- * – Líder da divisão.

##### Desempates
Conferência Leste
- Cleveland conquistou a segunda colocação sobre o Toronto com base no confronto direto (3–1).
- Milwaukee conquistou a sexta colocação sobre o Indiana com base no confronto direto (3–1).
- Chicago conquistou a oitava colocação sobre o Miami com base no confronto direto (2–1).

Conferência Oeste
- LA Clippers conquistou a quarta colocação sobre o Utah com base no confronto direto (3–1).

## Pós-Temporada
|  | Primeira rodada   | Primeira rodada        | Primeira rodada |                        |   | Semifinais de Conferência | Semifinais de Conferência | Semifinais de Conferência |  |  | Finais de Conferência | Finais de Conferência | Finais de Conferência |  |  | Finais da NBA | Finais da NBA | Finais da NBA |  |
|  |                   |                        |                 |                        |   |                           |                           |                           |  |  |                       |                       |                       |  |  |               |               |               |  |
|  | 1                 | Boston Celtics*        | 4               |                        |   |                           |                           |                           |  |  |                       |                       |                       |  |  |               |               |               |  |
|  | 1                 | Boston Celtics*        | 4               |                        |   |                           |                           |                           |  |  |                       |                       |                       |  |  |               |               |               |  |
|  | 8                 | Chicago Bulls          | 2               |                        |   |                           |                           |                           |  |  |                       |                       |                       |  |  |               |               |               |  |
|  | 8                 | Chicago Bulls          | 2               |                        | 1 | Boston Celtics*           | 4                         |                           |  |  |                       |                       |                       |  |  |               |               |               |  |
|  |                   |                        |                 |                        | 1 | Boston Celtics*           | 4                         |                           |  |  |                       |                       |                       |  |  |               |               |               |  |
|  |                   |                        | 4               | Washington Wizards     | 3 |                           |                           |                           |  |  |                       |                       |                       |  |  |               |               |               |  |
|  | 4                 | Washington Wizards     | 4               | Washington Wizards     | 3 | 4                         |                           |                           |  |  |                       |                       |                       |  |  |               |               |               |  |
|  | 4                 | Washington Wizards     |                 |                        |   |                           |                           |                           |  |  |                       |                       |                       |  |  |               |               |               |  |
|  | 5                 | Atlanta Hawks          | 2               |                        |   |                           |                           |                           |  |  |                       |                       |                       |  |  |               |               |               |  |
|  | 5                 | Atlanta Hawks          | 2               |                        | 1 | Boston Celtics*           | 1                         |                           |  |  |                       |                       |                       |  |  |               |               |               |  |
|  | Conferência Leste |                        |                 |                        | 1 | Boston Celtics*           | 1                         |                           |  |  |                       |                       |                       |  |  |               |               |               |  |
|  |                   |                        | 2               | Cleveland Cavaliers*   | 4 |                           |                           |                           |  |  |                       |                       |                       |  |  |               |               |               |  |
|  | 3                 | Toronto Raptors        | 2               | Cleveland Cavaliers*   | 4 | 4                         |                           |                           |  |  |                       |                       |                       |  |  |               |               |               |  |
|  | 3                 | Toronto Raptors        |                 |                        |   |                           |                           |                           |  |  |                       |                       |                       |  |  |               |               |               |  |
|  | 6                 | Milwaukee Bucks        | 2               |                        |   |                           |                           |                           |  |  |                       |                       |                       |  |  |               |               |               |  |
|  | 6                 | Milwaukee Bucks        | 2               |                        | 3 | Toronto Raptors           | 0                         |                           |  |  |                       |                       |                       |  |  |               |               |               |  |
|  |                   |                        |                 |                        | 3 | Toronto Raptors           | 0                         |                           |  |  |                       |                       |                       |  |  |               |               |               |  |
|  |                   |                        | 2               | Cleveland Cavaliers*   | 4 |                           |                           |                           |  |  |                       |                       |                       |  |  |               |               |               |  |
|  | 2                 | Cleveland Cavaliers*   | 2               | Cleveland Cavaliers*   | 4 | 4                         |                           |                           |  |  |                       |                       |                       |  |  |               |               |               |  |
|  | 2                 | Cleveland Cavaliers*   |                 |                        |   |                           |                           |                           |  |  |                       |                       |                       |  |  |               |               |               |  |
|  | 7                 | Indiana Pacers         | 0               |                        |   |                           |                           |                           |  |  |                       |                       |                       |  |  |               |               |               |  |
|  | 7                 | Indiana Pacers         | 0               |                        | 2 | Cleveland Cavaliers*      | 1                         |                           |  |  |                       |                       |                       |  |  |               |               |               |  |
|  |                   |                        |                 |                        |   |                           |                           |                           |  |  |                       |                       |                       |  |  |               |               |               |  |
|  |                   |                        | 1               | Golden State Warriors* | 4 |                           |                           |                           |  |  |                       |                       |                       |  |  |               |               |               |  |
|  | 1                 | Golden State Warriors* | 1               | Golden State Warriors* | 4 | 4                         |                           |                           |  |  |                       |                       |                       |  |  |               |               |               |  |
|  | 1                 | Golden State Warriors* |                 |                        |   |                           |                           |                           |  |  |                       |                       |                       |  |  |               |               |               |  |
|  | 8                 | Portland Trail Blazers | 0               |                        |   |                           |                           |                           |  |  |                       |                       |                       |  |  |               |               |               |  |
|  | 8                 | Portland Trail Blazers | 0               |                        | 1 | Golden State Warriors*    | 4                         |                           |  |  |                       |                       |                       |  |  |               |               |               |  |
|  |                   |                        |                 |                        | 1 | Golden State Warriors*    | 4                         |                           |  |  |                       |                       |                       |  |  |               |               |               |  |
|  |                   |                        | 5               | Utah Jazz              | 0 |                           |                           |                           |  |  |                       |                       |                       |  |  |               |               |               |  |
|  | 4                 | Los Angeles Clippers   | 5               | Utah Jazz              | 0 | 3                         |                           |                           |  |  |                       |                       |                       |  |  |               |               |               |  |
|  | 4                 | Los Angeles Clippers   |                 |                        |   |                           |                           |                           |  |  |                       |                       |                       |  |  |               |               |               |  |
|  | 5                 | Utah Jazz              | 4               |                        |   |                           |                           |                           |  |  |                       |                       |                       |  |  |               |               |               |  |
|  | 5                 | Utah Jazz              | 4               |                        | 1 | Golden State Warriors*    | 4                         |                           |  |  |                       |                       |                       |  |  |               |               |               |  |
|  | Conferência Oeste |                        |                 |                        | 1 | Golden State Warriors*    | 4                         |                           |  |  |                       |                       |                       |  |  |               |               |               |  |
|  |                   |                        | 2               | San Antonio Spurs*     | 0 |                           |                           |                           |  |  |                       |                       |                       |  |  |               |               |               |  |
|  | 3                 | Houston Rockets        | 2               | San Antonio Spurs*     | 0 | 4                         |                           |                           |  |  |                       |                       |                       |  |  |               |               |               |  |
|  | 3                 | Houston Rockets        |                 |                        |   |                           |                           |                           |  |  |                       |                       |                       |  |  |               |               |               |  |
|  | 6                 | Oklahoma City Thunder  | 1               |                        |   |                           |                           |                           |  |  |                       |                       |                       |  |  |               |               |               |  |
|  | 6                 | Oklahoma City Thunder  | 1               |                        | 3 | Houston Rockets           | 2                         |                           |  |  |                       |                       |                       |  |  |               |               |               |  |
|  |                   |                        |                 |                        | 3 | Houston Rockets           | 2                         |                           |  |  |                       |                       |                       |  |  |               |               |               |  |
|  |                   |                        | 2               | San Antonio Spurs*     | 4 |                           |                           |                           |  |  |                       |                       |                       |  |  |               |               |               |  |
|  | 2                 | San Antonio Spurs*     | 2               | San Antonio Spurs*     | 4 | 4                         |                           |                           |  |  |                       |                       |                       |  |  |               |               |               |  |
|  | 2                 | San Antonio Spurs*     |                 |                        |   |                           |                           |                           |  |  |                       |                       |                       |  |  |               |               |               |  |
|  | 7                 | Memphis Grizzlies      | 2               |                        |   |                           |                           |                           |  |  |                       |                       |                       |  |  |               |               |               |  |

*: Campeão de divisão

Negrito: Vencedor da série

Itálico: Time com vantagem de decidir a série em casa.

### Primeira Rodada

#### Conferência Leste
| # | Time            | 1   | 2   | 3   | 4   | 5   | 6   | 7 |   |
| - | --------------- | --- | --- | --- | --- | --- | --- | - | - |
| 1 | Boston Celtics* | 102 | 97  | 104 | 104 | 108 | 105 |   | 4 |
| 8 | Chicago Bulls   | 106 | 111 | 87  | 95  | 97  | 83  |   | 2 |

| # | Time                | 1   | 2   | 3   | 4   | 5   | 6   | 7 |   |
| - | ------------------- | --- | --- | --- | --- | --- | --- | - | - |
| 4 | Washington Wizards* | 114 | 109 | 98  | 101 | 103 | 115 |   | 4 |
| 5 | Atlanta Hawks       | 107 | 101 | 116 | 111 | 99  | 99  |   | 2 |

| # | Time                 | 1   | 2   | 3   | 4   | 5 | 6 | 7 |   |
| - | -------------------- | --- | --- | --- | --- | - | - | - | - |
| 2 | Cleveland Cavaliers* | 109 | 117 | 119 | 106 |   |   |   | 4 |
| 7 | Indiana Pacers       | 108 | 111 | 114 | 102 |   |   |   | 0 |

| # | Time            | 1  | 2   | 3   | 4  | 5   | 6  | 7 |   |
| - | --------------- | -- | --- | --- | -- | --- | -- | - | - |
| 3 | Toronto Raptors | 83 | 106 | 77  | 87 | 118 | 92 |   | 4 |
| 6 | Milwaukee Bucks | 97 | 100 | 104 | 76 | 93  | 89 |   | 2 |

#### Conferência Oeste
| # | Time                   | 1   | 2   | 3   | 4   | 5 | 6 | 7 |   |
| - | ---------------------- | --- | --- | --- | --- | - | - | - | - |
| 1 | Golden State Warriors* | 121 | 110 | 119 | 128 |   |   |   | 4 |
| 8 | Portland Trail Blazers | 109 | 81  | 113 | 103 |   |   |   | 0 |

| # | Time                 | 1  | 2  | 3   | 4   | 5  | 6  | 7   |   |
| - | -------------------- | -- | -- | --- | --- | -- | -- | --- | - |
| 4 | Los Angeles Clippers | 95 | 99 | 111 | 98  | 92 | 98 | 91  | 3 |
| 5 | Utah Jazz*           | 97 | 91 | 106 | 105 | 96 | 93 | 104 | 4 |

| # | Time               | 1   | 2  | 3   | 4   | 5   | 6   | 7 |   |
| - | ------------------ | --- | -- | --- | --- | --- | --- | - | - |
| 2 | San Antonio Spurs* | 111 | 96 | 94  | 108 | 116 | 103 |   | 4 |
| 7 | Memphis Grizzlies  | 82  | 82 | 105 | 110 | 103 | 96  |   | 2 |

| # | Time                  | 1   | 2   | 3   | 4   | 5   | 6 | 7 |   |
| - | --------------------- | --- | --- | --- | --- | --- | - | - | - |
| 3 | Houston Rockets       | 118 | 115 | 113 | 113 | 105 |   |   | 4 |
| 6 | Oklahoma City Thunder | 87  | 111 | 115 | 109 | 99  |   |   | 1 |

### Semifinais de Conferência

#### Conferência Leste
| # | Time                | 1   | 2   | 3   | 4   | 5   | 6  | 7   |   |
| - | ------------------- | --- | --- | --- | --- | --- | -- | --- | - |
| 1 | Boston Celtics*     | 123 | 129 | 89  | 102 | 123 | 91 | 115 | 4 |
| 4 | Washington Wizards* | 111 | 119 | 116 | 121 | 101 | 92 | 105 | 3 |

| # | Time                 | 1   | 2   | 3   | 4   | 5 | 6 | 7 |   |
| - | -------------------- | --- | --- | --- | --- | - | - | - | - |
| 3 | Toronto Raptors      | 105 | 103 | 94  | 102 |   |   |   | 0 |
| 2 | Cleveland Cavaliers* | 116 | 125 | 115 | 109 |   |   |   | 4 |

#### Conferência Oeste
| # | Time                   | 1   | 2   | 3   | 4   | 5 | 6 | 7 |   |
| - | ---------------------- | --- | --- | --- | --- | - | - | - | - |
| 1 | Golden State Warriors* | 106 | 115 | 102 | 121 |   |   |   | 4 |
| 5 | Utah Jazz*             | 94  | 104 | 91  | 95  |   |   |   | 0 |

| # | Time               | 1   | 2   | 3   | 4   | 5   | 6   | 7 |   |
| - | ------------------ | --- | --- | --- | --- | --- | --- | - | - |
| 3 | Houston Rockets    | 126 | 96  | 92  | 125 | 107 | 75  |   | 2 |
| 2 | San Antonio Spurs* | 99  | 121 | 103 | 104 | 110 | 114 |   | 4 |

### Finais de Conferência
| # | Time                 | 1   | 2   | 3   | 4   | 5   | 6 | 7 |   |
| - | -------------------- | --- | --- | --- | --- | --- | - | - | - |
| 1 | Boston Celtics*      | 104 | 86  | 111 | 99  | 102 |   |   | 1 |
| 2 | Cleveland Cavaliers* | 117 | 130 | 108 | 122 | 135 |   |   | 4 |

| # | Time                   | 1   | 2   | 3   | 4   | 5 | 6 | 7 |   |
| - | ---------------------- | --- | --- | --- | --- | - | - | - | - |
| 1 | Golden State Warriors* | 113 | 136 | 120 | 129 |   |   |   | 4 |
| 2 | San Antonio Spurs*     | 111 | 100 | 108 | 115 |   |   |   | 0 |

| \| # \| Time \| 1 \| 2 \| 3 \| 4 \| 5 \| 6 \| 7 \| \| \| - \| ---------------------- \| --- \| --- \| --- \| --- \| --- \| - \| - \| - \| \| 1 \| Cleveland Cavaliers* \| 91 \| 113 \| 113 \| 137 \| 120 \| \| \| 1 \| \| 2 \| Golden State Warriors* \| 113 \| 132 \| 118 \| 116 \| 129 \| \| \| 4 \| |                        |     |     |     |     |     |   |   |   |
| # | Time                   | 1   | 2   | 3   | 4   | 5   | 6 | 7 |   |
| 1 | Cleveland Cavaliers*   | 91  | 113 | 113 | 137 | 120 |   |   | 1 |
| 2 | Golden State Warriors* | 113 | 132 | 118 | 116 | 129 |   |   | 4 |

## Líderes de estatísticas

### Individuais
| Categoria                  | Jogador           | Time                   | Estatística |
| -------------------------- | ----------------- | ---------------------- | ----------- |
| Pontos por partida         | Russell Westbrook | Oklahoma City Thunder  | 31.9        |
| Rebotes por partida        | Hassan Whiteside  | Miami Heat             | 14.1        |
| Assistências por partida   | James Harden      | Houston Rockets        | 11.2        |
| Roubos por partida         | Draymond Green    | Golden State Warriors  | 2.03        |
| Tocos por partida          | Rudy Gobert       | Utah Jazz              | 2.66        |
| Perdas de bola por partida | James Harden      | Houston Rockets        | 5.8         |
| Faltas por partida         | DeMarcus Cousins  | New Orleans Pelicans   | 3.9         |
| Minutos por partida        | LeBron James      | Cleveland Cavaliers    | 37.8        |
| FG%                        | DeAndre Jordan    | Los Angeles Clippers   | 71.3%       |
| FT%                        | C. J. McCollum    | Portland Trail Blazers | 91.2%       |
| 3FG%                       | Kyle Korver       | Cleveland Cavaliers    | 45.1%       |
| Eficiência por partida     | Russell Westbrook | Oklahoma City Thunder  | 29.56       |
| Duplo-duplos               | James Harden      | Houston Rockets        | 63          |
| Triplo-duplos              | Russell Westbrook | Oklahoma City Thunder  | 42          |

### Maiores estatísticas em uma única partida
| Categoria       | Jogador           | Time          | Oponente    | Estatística | Data                    | Ref.   |
| --------------- | ----------------- | ------------- | ----------- | ----------- | ----------------------- | ------ |
| Pontos          | Devin Booker      | Phoenix       | Boston      | 70          | 24 de março de 2017     | [ 41 ] |
| Rebotes         | Hassan Whiteside  | Miami         | Atlanta     | 25          | 15 de novembro de 2016  | [ 42 ] |
| Rebotes         | DeAndre Jordan    | L.A. Clippers | New Orleans | 25          | 28 de dezembro de 2016  | [ 43 ] |
| Rebotes         | Rudy Gobert       | Utah          | Dallas      | 25          | 20 de janeiro de 2017   | [ 44 ] |
| Assistências    | Russell Westbrook | Oklahoma City | Phoenix     | 22          | 17 de dezembro de 2016  | [ 45 ] |
| Roubos de bola  | Draymond Green    | Golden State  | Memphis     | 10          | 10 de fevereiro de 2017 | [ 46 ] |
| Tocos           | Robin Lopez       | Chicago       | L.A. Lakers | 8           | 30 de novembro de 2016  | [ 47 ] |
| Tocos           | Brook Lopez       | Brooklyn      | Milwaukee   | 8           | 15 de fevereiro de 2017 | [ 48 ] |
| Tocos           | Rudy Gobert       | Utah          | Indiana     | 8           | 20 de março de 2017     | [ 49 ] |
| Cestas de 3-Pts | Stephen Curry     | Golden State  | New Orleans | 13          | 7 de novembro de 2016   | [ 50 ] |

### Por time
| Categoria               | Time                  | Estatística |
| ----------------------- | --------------------- | ----------- |
| Pontos por jogo         | Golden State Warriors | 116.0       |
| Rebotes por jogo        | Oklahoma City Thunder | 46.6        |
| Assistências por jogo   | Golden State Warriors | 30.4        |
| Roubos por jogo         | Golden State Warriors | 9.5         |
| Tocos por jogo          | Golden State Warriors | 6.7         |
| Bolas perdidas por jogo | Philadelphia 76ers    | 16.0        |
| FG%                     | Golden State Warriors | 49.5%       |
| FT%                     | Charlotte Hornets     | 81.5%       |
| 3FG%                    | San Antonio Spurs     | 39.1%       |
| +/−                     | Golden State Warriors | +11.6       |

## Prêmios

### Jogadores da semana
Os seguintes jogadores foram nomeados Jogadores da Semana das Conferência Leste e Oeste.
| Semana           | Conferência Leste                             | Conferência Oeste                                 | Ref.   |
| ---------------- | --------------------------------------------- | ------------------------------------------------- | ------ |
| Out. 25 – 30     | LeBron James (Cleveland Cavaliers) (1/4)      | Russell Westbrook (Oklahoma City Thunder) (1/4)   | [ 51 ] |
| Out. 31 – Nov. 6 | LeBron James (Cleveland Cavaliers) (2/4)      | George Hill (Utah Jazz) (1/1)                     | [ 52 ] |
| Nov. 7–13        | DeMar DeRozan (Toronto Raptors) (1/4)         | James Harden (Houston Rockets) (1/4)              | [ 53 ] |
| Nov. 14–20       | Jimmy Butler (Chicago Bulls) (1/3)            | Anthony Davis (New Orleans Pelicans) (1/1)        | [ 54 ] |
| Nov. 21–27       | Kevin Love (Cleveland Cavaliers) (1/1)        | Kevin Durant (Golden State Warriors) (1/1)        | [ 55 ] |
| Nov. 28 – Dez. 4 | Giannis Antetokounmpo (Milwaukee Bucks) (1/1) | Russell Westbrook (Oklahoma City Thunder) (2/4)   | [ 56 ] |
| Dez. 5–11        | LeBron James (Cleveland Cavaliers) (3/4)      | Marc Gasol (Memphis Grizzlies) (1/1)              | [ 57 ] |
| Dez. 12–18       | DeMar DeRozan (Toronto Raptors) (2/4)         | James Harden (Houston Rockets) (2/4)              | [ 58 ] |
| Dez. 19–25       | Isaiah Thomas (Boston Celtics) (1/2)          | Russell Westbrook (Oklahoma City Thunder) (3/4)   | [ 59 ] |
| Dez. 26 – Jan. 1 | John Wall (Washington Wizards) (1/2)          | James Harden (Houston Rockets) (3/4)              | [ 60 ] |
| Jan. 2–8         | Jimmy Butler (Chicago Bulls) (2/3)            | Stephen Curry (Golden State Warriors) (1/3)       | [ 61 ] |
| Jan. 9–15        | DeMar DeRozan (Toronto Raptors) (3/4)         | Gordon Hayward (Utah Jazz) (1/1)                  | [ 62 ] |
| Jan. 16–22       | Joel Embiid (Philadelphia 76ers) (1/1)        | Kawhi Leonard (San Antonio Spurs) (1/2)           | [ 63 ] |
| Jan. 23–29       | Dion Waiters (Miami Heat) (1/1)               | DeMarcus Cousins (Sacramento Kings) (1/1)         | [ 64 ] |
| Jan. 30 – Fev. 5 | Isaiah Thomas (Boston Celtics) (2/2)          | Stephen Curry (Golden State Warriors) (2/3)       | [ 65 ] |
| Fev. 6–12        | LeBron James (Cleveland Cavaliers) (4/4)      | Blake Griffin (Los Angeles Clippers) (1/1)        | [ 66 ] |
| Fev. 27 – Mar. 5 | Kemba Walker (Charlotte Hornets) (1/1)        | Kawhi Leonard (San Antonio Spurs) (2/2)           | [ 67 ] |
| Mar. 6–12        | John Wall (Washington Wizards) (2/2)          | Karl-Anthony Towns (Minnesota Timberwolves) (1/1) | [ 68 ] |
| Mar. 13–19       | Hassan Whiteside (Miami Heat) (1/1)           | Damian Lillard (Portland Trail Blazers) (1/1)     | [ 69 ] |
| Mar. 20–26       | DeMar DeRozan (Toronto Raptors) (4/4)         | James Harden (Houston Rockets) (4/4)              | [ 70 ] |
| Mar. 27 – Abr. 2 | Jimmy Butler (Chicago Bulls) (3/3)            | Stephen Curry (Golden State Warriors) (3/3)       | [ 71 ] |
| Abr. 3–9         | Paul George (Indiana Pacers) (1/1)            | Russell Westbrook (Oklahoma City Thunder) (4/4)   | [ 72 ] |

### Jogadores do mês
Os seguintes jogadores foram nomeados Jogadores do mês das Conferência Leste e Oeste.
| Mês              | Conferência Leste                             | Conferência Oeste                                                                      | Ref.   |
| ---------------- | --------------------------------------------- | -------------------------------------------------------------------------------------- | ------ |
| Outubro/Novembro | LeBron James (Cleveland Cavaliers) (1/2)      | Russell Westbrook (Oklahoma City Thunder) (1/2)                                        | [ 73 ] |
| Dezembro         | John Wall (Washington Wizards) (1/1)          | James Harden (Houston Rockets) (1/1)                                                   | [ 74 ] |
| Janeiro          | Isaiah Thomas (Boston Celtics) (1/1)          | Stephen Curry (Golden State Warriors) (1/1) Kevin Durant (Golden State Warriors) (1/1) | [ 75 ] |
| Fevereiro        | LeBron James (Cleveland Cavaliers) (2/2)      | Russell Westbrook (Oklahoma City Thunder) (2/2)                                        | [ 76 ] |
| Março            | Giannis Antetokounmpo (Milwaukee Bucks) (1/1) | Damian Lillard (Portland Trail Blazers) (1/1)                                          | [ 77 ] |
| Abril            | Paul George (Indiana Pacers) (1/1)            | Chris Paul (Los Angeles Clippers) (1/1)                                                | [ 78 ] |

### Novatos do mês
Os seguintes jogadores foram nomeados Novatos do mês das Conferência Leste e Oeste.
| Mês              | Conferência Leste                         | Conferência Oeste                        | Ref.   |
| ---------------- | ----------------------------------------- | ---------------------------------------- | ------ |
| Outubro/Novembro | Joel Embiid (Philadelphia 76ers) (1/3)    | Jamal Murray (Denver Nuggets) (1/1)      | [ 79 ] |
| Dezembro         | Joel Embiid (Philadelphia 76ers) (2/3)    | Buddy Hield (New Orleans Pelicans) (1/2) | [ 80 ] |
| Janeiro          | Joel Embiid (Philadelphia 76ers) (3/3)    | Marquese Chriss (Phoenix Suns) (1/1)     | [ 81 ] |
| Fevereiro        | Dario Šarić (Philadelphia 76ers) (1/2)    | Yogi Ferrell (Dallas Mavericks) (1/1)    | [ 82 ] |
| Março            | Dario Šarić (Philadelphia 76ers) (2/2)    | Buddy Hield (Sacramento Kings) (2/2)     | [ 83 ] |
| Abril            | Willy Hernangómez (New York Knicks) (1/1) | Tyler Ulis (Phoenix Suns) (1/1)          | [ 84 ] |

### Treinadores do mês
Os seguintes treinadores foram nomeados Treinadores do mês das Conferência Leste e Oeste.
| Mês              | Conferência Leste                       | Conferência Oeste                           | Ref.   |
| ---------------- | --------------------------------------- | ------------------------------------------- | ------ |
| Outubro/Novembro | Tyronn Lue (Cleveland Cavaliers) (1/1)  | Steve Kerr (Golden State Warriors) (1/2)    | [ 85 ] |
| Dezembro         | Dwane Casey (Toronto Raptors) (1/1)     | Mike D'Antoni (Houston Rockets) (1/1)       | [ 86 ] |
| Janeiro          | Scott Brooks (Washington Wizards) (1/1) | Steve Kerr (Golden State Warriors) (2/2)    | [ 87 ] |
| Fevereiro        | Erik Spoelstra (Miami Heat) (1/1)       | Gregg Popovich (San Antonio Spurs) (1/1)    | [ 88 ] |
| Março            | Jason Kidd (Milwaukee Bucks) (1/1)      | Terry Stotts (Portland Trail Blazers) (1/1) | [ 89 ] |
| Abril            | Nate McMillan (Indiana Pacers) (1/1)    | Doc Rivers (Los Angeles Clippers) (1/1)     | [ 90 ] |